# 生死決
《生死決》（英語：Duel to the Death），是1983年上映的一部香港古裝武俠電影，為導演程小東的電影處女作，由徐少強、劉松仁、張天愛等主演。本片獲提名第3屆香港電影金像獎最佳剪接及最佳武術動作指導。

## 角色
| 演員   | 角色     | 備註                       |
| 徐少強 | 宮本一郎 | 東瀛人，柳生一族新陰派劍客 |
| 劉松仁 | 步青雲   | 中原武林劍聖               |
| 張天愛 | 夏侯勝男 | 夏侯少莊主，傾心步青雲     |
| 張沖   | 夏侯淵   | 夏侯勝男之父               |
| 高雄   | 金田八   | 幕府特使伊賀派忍者         |
| 談泉慶 |          |                            |
| 葉天行 |          | 日本武士                   |
| 鄭孟霞 |          | 木偶藝人妻                 |
| 楊澤霖 | 方丈     |                            |

## 電影歌曲

### 主題曲
| 歌名       | 演唱者 | 作曲   | 填詞           |
| 〈生死決〉 | 葉振棠 | 黎小田 | 鄧偉雄、薛志雄 |

## 獎項
| 年份 | 頒獎典禮            | 獎項             | 獲提名 | 結果 |
| ---- | ------------------- | ---------------- | ------ | ---- |
| 1984 | 第3屆香港電影金像獎 | 最佳剪接         | 張耀宗 | 提名 |
| 1984 | 第3屆香港電影金像獎 | 最佳武術動作指導 | 程小東 | 提名 |
| 1984 | 第3屆香港電影金像獎 | 十大華語片       |        | 獲獎 |